# Paraguay (1930)
Paraguay – kanonierka rzeczna typu Humaitá marynarki wojennej Paragwaju. Zwodowana w 1930 roku, brała udział w wojnie o Chaco, transportując żołnierzy na front. Po wojnie uczestniczyła w licznych zamachach stanu. W 1972 roku została wycofana ze w Armada Paraguaya jako okręt bojowy i od tej pory służy jako hulk szkolny i reprezentacyjny.

## Historia powstania
Prezydent Paragwaju Eligio Ayala zdecydował w 1927 roku o rozbudowie marynarki wojennej. Powodem był narastający konflikt z Boliwią o tereny Gran Chaco, trwający z przerwami od 1887 roku. Plan nowych jednostek przygotował oficer marynarki José Bozzano. Okręty miały działać na rzekach, przeciwko celom powietrznym i naziemnym, stąd nacisk na małe zanurzenie i znaczną liczbę dział pokładowych, kosztem opancerzenia i mobilności. Negocjacje prowadzono z Danią, Włochami, Francją i Wielką Brytanią. Umowę na dostawę dwóch kanonierek, opiewającą na kwotę 1,25 mln USD, podpisano 26 września 1928 roku z dostawcą włoskim.

### Budowa
Stępkę pod okręt położono 21 kwietnia 1929 roku w genueńskiej stoczni Cantieri navali Odero. Budowany był pod nazwą „Comodoro Meza”. Wodowanie miało miejsce 22 czerwca 1930 roku. Nazwa kanonierki została zmieniona 30 lipca 1930 roku na „Paraguay” (Paragwaj).

## Opis konstrukcji

### Kadłub
Wyporność pustego okrętu wynosiła 621 ton, po wyposażeniu i zaopatrzeniu w 170 ton paliwa wyporność wzrastała do 835 ton. Jednostka mogła zabierać dodatkowo do 215 ton ładunku. Kanonierka miała 71,2 metra długości i 10,5 metra szerokości. Ważnym założeniem konstrukcyjnym było niewielkie zanurzenie kadłuba jednostki, wysokiego na 4,4 metra. Wyposażona jednostka osiągała 180 centymetrów zanurzenia, przy maksymalnym załadunku rosło ono do 213 centymetrów. Śródokręcie „Paraguayu” chronione było burtowym pasem o grubości 15 milimetrów, stanowisko dowodzenia posiadało 20, a osłony dział 10 milimetrów pancerza.

### Napęd
Kanonierka napędzana była dwiema turbinami parowymi typu Parsons – każda z nich osiągała moc 1500 KM. Początkowo jednostka wyposażona była w dwa kotły parowe typu Thornycroft-Shultz, później wymieniono je na kotły typu Yarrow, oba typy o ciśnieniu roboczym 18 kg/cm². Okręt napędzały dwie śruby. Maksymalna prędkość jaką mógł osiągnąć wynosiła 17 węzłów, ekonomiczną prędkością było węzłów 12. Przy prędkości maksymalnej „Paraguay” mógł przebyć 2822 mil morskich.

### Uzbrojenie
Główną artylerię pokładową na kanonierce stanowiły 4 działa kalibru 120 mm modelu Ansaldo 1926 sprzężone po dwa w dwóch wieżach oraz 3 działa kalibru 76 mm (najprawdopodobniej Ansaldo 1917) wyprodukowane przez Odero-Terni w La Spezia. Obronę przeciwlotniczą zapewniały dwa działa kalibru 40 mm L/39 wyprodukowane na licencji Vickersa. Jednostka posiadały jeden tor minowy i standardowo uzbrojona była w sześć min morskich typu Vickers „H” MK II. W czasie wojny o Chaco zamontowano dodatkowo sześć ciężkich karabinów maszynowych. W 1968 roku na dachu mostka zamontowano dwa działa przeciwlotnicze kalibru 20 mm, później zdemontowane.
| Kaliber                         | 120 mm           | 76 mm           | 40 mm             |
| ------------------------------- | ---------------- | --------------- | ----------------- |
| Wychył w płaszczyźnie pionowej  | -5°/+45°         | -5°/+85°        | -5°/+80°          |
| Donośność w poziomie            | 20900 m          | 15000 m         | 7160 m            |
| Donośność do celów powietrznych | –                | 9400 m          | 4425 m            |
| Szybkostrzelność                | 3,75 strz./min   | 10 strz./min    | 200 strz./min     |
| Prędkość początkowa pocisku     | 800 m/s          | 900 m/s         | 610 m/s           |
| Masa naboju (pocisku)           | 45 kg (23,15 kg) | 9,5 kg (3,5 kg) | 1,315 kg (0,9 kg) |
| Zapas amunicji (maksymalny)     | 200 (1000)       | 200 (1200)      | 1000 (6000)       |

### Załoga
Przydział załogi na „Paraguayu” w czasie wojny to 15 oficerów, 18 podoficerów i 209 marynarzy. W czasie pokoju liczba podoficerów i marynarzy była redukowana do odpowiednio 12 i 124. Okręt mógł przewozić dodatkowo 900 wyposażonych żołnierzy, bądź 1200 osób bez ciężkiego wyposażenia. Według stanu na rok 2010 kanonierka posiadała szkieletową załogę, na którą składało się 96 ludzi.

### Oznaczenia
Ponieważ konstrukcyjnie „Humaitá” i „Paraguay” były identyczne, aby rozróżnić kanonierki posłużono się pasami na kominie – „Paraguay” dostał dwa pasy („Humaitá” otrzymała jeden pas). Na burtach jednostki wymalowano dodatkowo numer rozpoznawczy C1.

## Służba

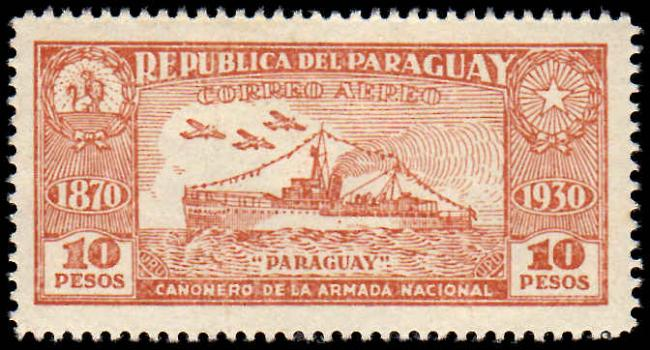
Znaczek pocztowy przedstawiający kanonierkę „Paraguay”

### Początek
Banderę na „Paraguayu” i na bliźniaczej „Humaicie” podniesiono 21 stycznia 1931 roku i 23 dni później okręty wyruszyły w rejs do ojczyzny z mieszaną paragwajsko-włoską załogą. „Paraguay” dotarł do Asunción 5 maja i 13 maja oficjalnie wszedł w skład Armada Paraguaya jako okręt flagowy, na podstawie dekretu No 40.178. Kanonierka została włączona dekretem No 40.220 do Flotilla de Guerra 20 maja 1931 roku. Przed wybuchem wojny zdążyła odbyć jedynie próbny rejs do Puerto Casado. Rozpoczął się on 24 sierpnia 1931 roku. Przebywając drogę powrotną „Paraguay” wszedł na mieliznę w Piquente Cambá, po czym zszedł z niej bez uszkodzeń po 28 dniach. W chwili wybuchu wojny „Humaitá” i „Paraguay” stanowiły nowoczesny trzon paragwajskiej marynarki wojennej. 

### Wojna o Chaco
Głównym zadaniem floty podczas wojny był transport wojska. Okręty wypływały z Asunción załadowane żołnierzami i sprzętem do Puerto Casado, stąd posiłki trafiały na front ciężarówkami, bądź kontynuowały podróż rzeką do Bahía Negra. W drogę powrotną zabierano rannych i jeńców boliwijskich. W pierwszy rejs transportowy „Paraguay” wyruszył 5 sierpnia 1932 roku. W ciągu 4 miesięcy i 17 dni wykonał dziesięć kursów przewożąc w stronę frontu 10 301 żołnierzy i 160 ton innego ładunku oraz zabierając do stolicy 2009 Paragwajczyków i 188 wziętych do niewoli Boliwijczyków. Łącznie, według oficjalnych danych, kanonierka odbyła 81 rejsów po rzece Paragwaj transportując do Puerto Casado 51 867 żołnierzy , Ehlers podaje natomiast, że odbyła 84 rejsy w obie strony przewożąc wraz z bliźniaczą jednostką około 267 000 ludzi. Kanonierki stanowiły również osłonę przeciwlotniczą dla nieuzbrojonych jednostek, a w przerwach między konwojami działały jako baterie przeciwlotnicze w Asunción i Puerto Casado .

### Rebelie w czasie pokoju

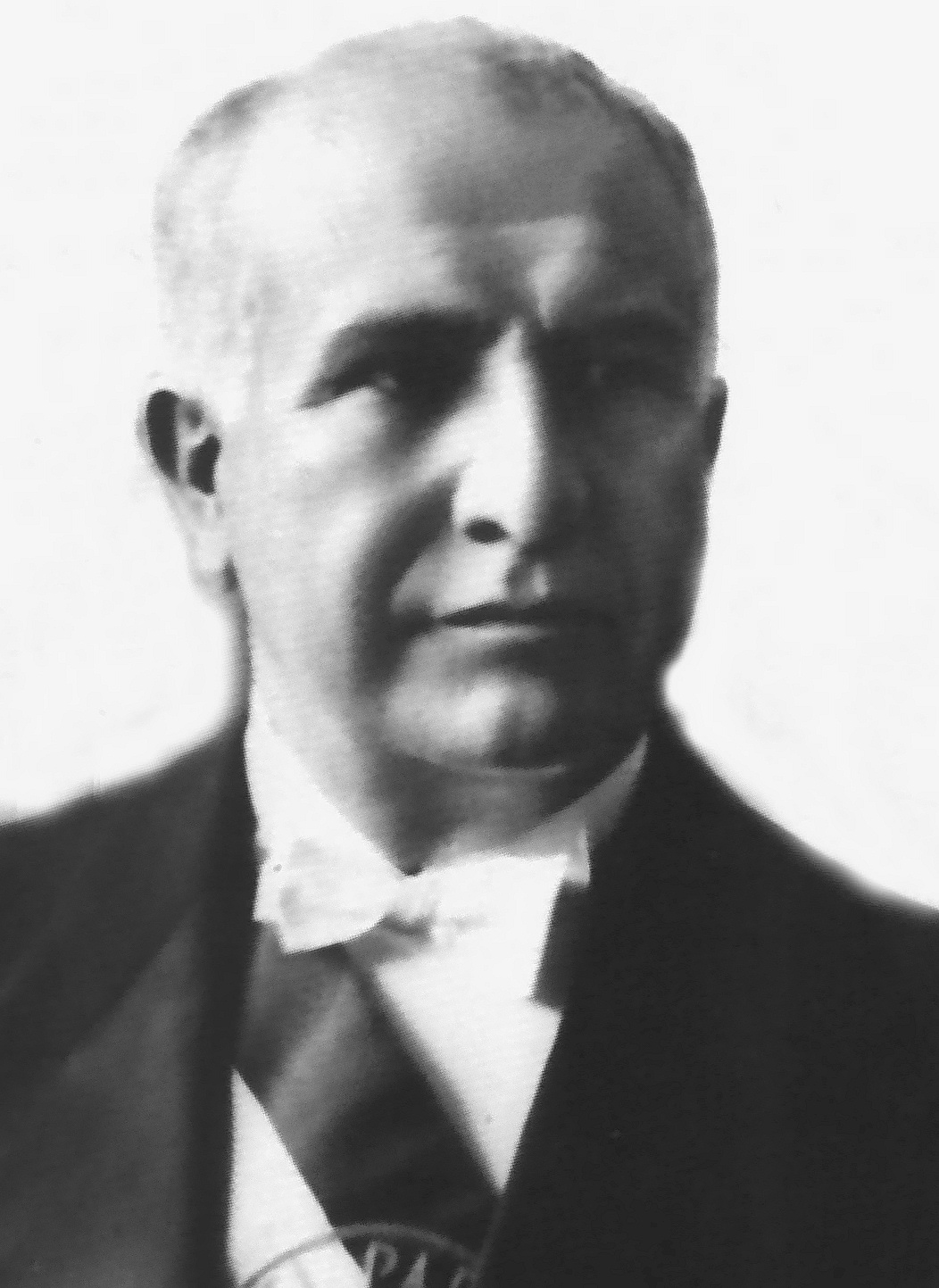
Eusebio Ayala

Pierwszą rebelią, w której brał udział „Paraguay”, był zamach stanu pułkownika Rafaela Franco z 17 lutego 1936 roku. Na jego pokładzie schronił się prezydent Eusebio Ayala. Początkowo marynarka wojenna wsparła siły lojalne prezydentowi, gdy jednak sytuacja obróciła się na jego niekorzyść – najwyżsi dowódcy ogłosili Ayalę swoim więźniem. 
Kanonierka przeszła remont w Buenos Aires w 1937 roku, kolejny – połączony z manewrami – w roku 1941. W czasie II wojny światowej, z powodu deficytu paliwa, okręt nie podejmował większej aktywności. Stacjonował w bazie Sajonia i opuszczał ją jedynie podczas tygodnia floty. 
W 1947 roku obie kanonierki przechodziły trzeci remont w Buenos Aires. W tym czasie (7 marca) doszło w Paragwaju do kolejnego zamachu stanu. Bunt przeniósł się również na pokład stacjonujących w Argentynie jednostek – 7 maja zwolennicy Febraristas aresztowali wiernych rządowi członków załogi, w wyniku czego na „Paraguayu” ranne zostały 4 osoby. Ponieważ jednostki wyruszyły na remont bez środków bojowych, udały się do Urugwaju, gdzie otrzymały skromne uzbrojenie. Okręty rozpoczęły żeglugę do Paragwaju rzeką Parana 5 lipca, by po pięciu dniach przekroczyć granice paragwajską w Paso de Patria. Trafiona dzień wcześniej bombą lotniczą „Humaitá” osiadła 12 lipca na mieliźnie w pobliżu argentyńskiego miasta Ituzaingó. „Paraguay” pozostał przy bliźniaczej kanonierce, razem atakowane były przez rządowe lotnictwo. Nieobjęte buntem okręty „Capitán Cabral” i „Mariscal Estigarribia” oraz statki parowe „Helen Gunther” i „Tirador” przybyły w miejsce unieruchomienia kanonierek 15 lipca. Trzy dni później rozpoczęto ostrzał „Humaity” z lądu, nie przerwano też ataków z powietrza, zaś 24 i 25 lipca zaatakowano okopane załogi kanonierek z lądu i z wody. Wzrost poziomu wody na rzece pozwolił kanonierkom podjęcie próby przedarcia się z zasadzki, jednak została ona udaremniona przez wojska Stroessnera. Kanonierki znalazły schronienie w argentyńskim Itá Ibaté, gdzie zostały internowane do czasu zakończenia walk.

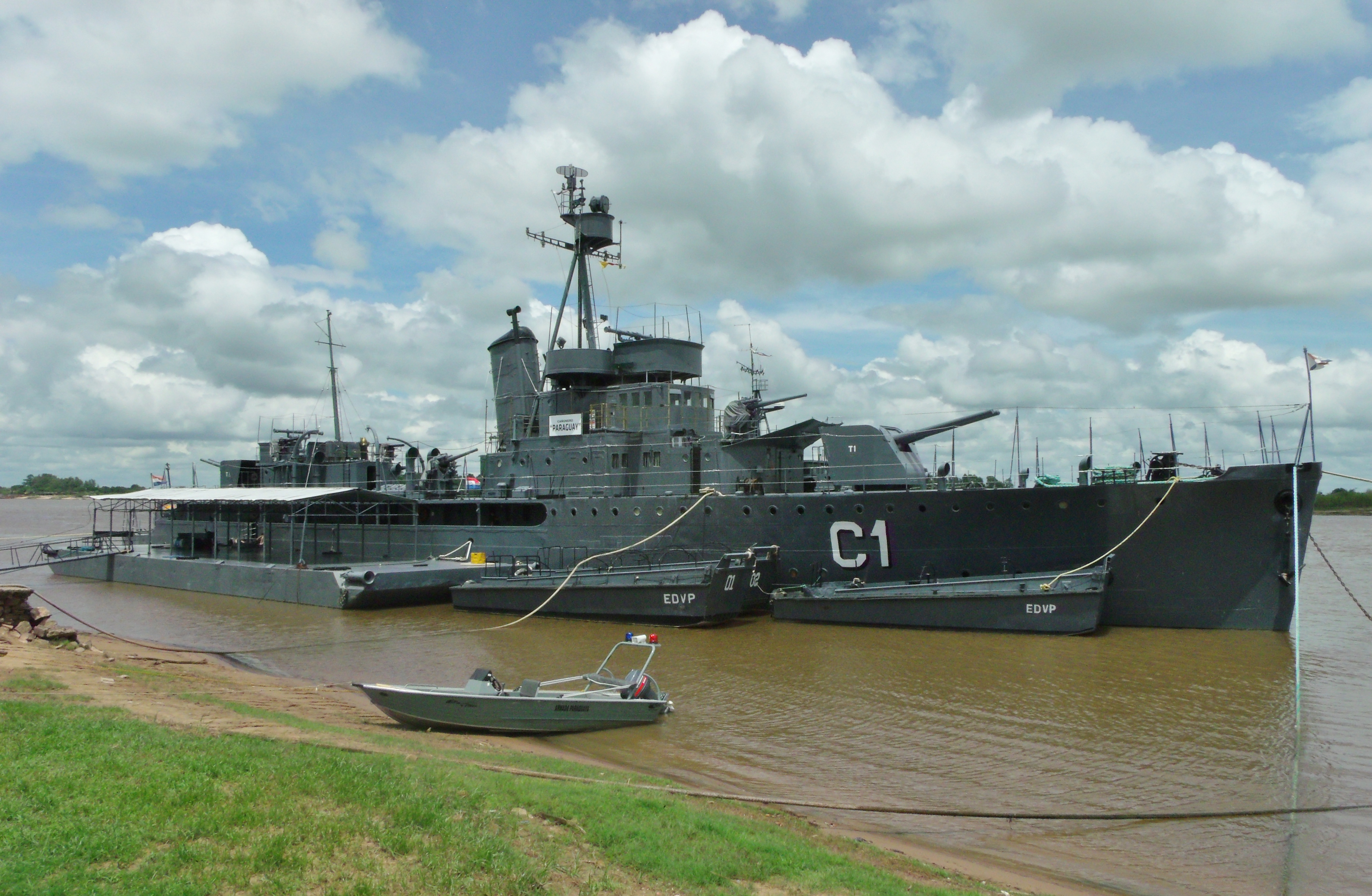
„Paraguay” w 2016 roku

We wrześniu 1955 roku miał w Argentynie miejsce wojskowy zamach stanu, w wyniku którego obalony został Juan Perón. W tym czasie „Paraguay” przebywał w Buenos Aires i to właśnie na paragwajskiej kanonierce Perón znalazł schronienie przed rebeliantami, do czasu gdy 2 października został przerzucony samolotem do Asunción. 
„Paraguay” przeszedł modernizację w Rio de Janeiro w 1968 roku. Okręt, na którym zamontowano radar i dodatkową artylerię przeciwlotniczą, uległ jednak w tym samym roku pożarowi dziobowego kotła. Na skutek pożaru doszło także do uszkodzenia drugiego kotła i turbin. Z uwagi na uszkodzenia okręt został w 1972 roku wycofany ze służby jako okręt bojowy i przeznaczony do wykonywania funkcji reprezentacyjnych i szkoleniowych jako stacjonarna jednostka (hulk). Przechodziła remonty w latach 1975, 1980 i 1993.
| Miejsce        | Data                  | Uwagi                           |
| -------------- | --------------------- | ------------------------------- |
| Buenos Aires   | 1937                  |                                 |
| Buenos Aires   | 1941 (do 17 sierpnia) | połączone z manewrami           |
| Buenos Aires   | 1947 (do 5 maja)      | przerwane przez rebelię         |
| Buenos Aires   | 1955                  | udzielenie schronienia Perónowi |
| Rio De Janeiro | 1968                  | montaż radaru i art. plot.      |
| Asunción       | 1975                  |                                 |